# Ruisseau de Fa
Le ruisseau de Fa est une  rivière du sud de la France qui coule dans le département de l'Aude en région Occitanie, et un affluent gauche de l'Aude.

## Géographie
Le ruisseau de Fa est une rivière qui prend sa source sur la commune de Saint-Jean-de-Paracol sous le nom de Faby et se jette dans l'Aude en rive gauche sur la commune de Espéraza dans le département de l'Aude.
La longueur de son cours d'eau est de 14,2 km.

### Communes traversées
Le ruisseau de Fa traverse cinq communes toutes dans le département de l'Aude : Puivert, Saint-Jean-de-Paracol, Rouvenac, Fa et Espéraza.

## Affluents
Le ruisseau de Fa a six tronçons affluents contributeurs référencés dont :
- le ruisseau des Tougnets : 1,7 km
- le ruisseau des Prés de l'Église : 3,2 km
- le ruisseau de Coumeilles : 1,4 km
- le ruisseau d'Aïgos Juntos : 2,8 km
- le ruisseau de Coume Fédière : 1,4 km
- le Rec d'Aval : 1,8 km